# You Don't Fool Me
You Don't Fool Me è un singolo dei Queen, estratto dall'album Made in Heaven del 1995.
Il singolo è stato pubblicato il 18 novembre 1996 ed è il quinto ed ultimo singolo dell'album Made in Heaven.

## Descrizione
La canzone è stata incisa nei primi mesi del 1991 (gennaio-giugno) in alcune sessioni di registrazione successive a quelle dell'album Innuendo, quindi pochi mesi prima della morte di Freddie Mercury. Il frontman della band insistette infatti con gli altri tre membri della band per tornare in studio, nonostante le sue condizioni fossero ormai molto debilitate, per incidere quanta più musica potesse finché fosse stato in grado di farlo.
Brian May ha spiegato sul suo sito web che il produttore della band, David Richards, ha creato la struttura della canzone quasi da solo, da pezzi di testi registrati appena prima della morte di Mercury.  Dopo che Richards ebbe modificato e mixato il brano (incluse alcune armonie registrate per "A Winter's Tale"), lo ha presentato ai restanti membri della band.  Brian May, Roger Taylor e John Deacon hanno poi aggiunto i loro strumenti e la voce di supporto e rimasero sorpresi di finire con una canzone che fino a poco prima non esisteva.

## Tracce
Testi e musiche dei Queen.
CD
1. You Don't Fool Me (Edit) – 3:54
2. You Don't Fool Me (Album Version) – 5:25

Maxi CD
1. You Don't Fool Me (Album Version) – 5:25
2. You Don't Fool Me (Edit) – 3:54
3. You Don't Fool Me (Sexy Club Mix) – 10:18
4. You Don't Fool Me (Dancing Divaz Club Mix) – 7:07

Maxi 12" (EU)
1. You Don't Fool Me (Sexy Club Mix) – 10:18
2. You Don't Fool Me (Dancing Divaz Club Mix) – 7:07
3. You Don't Fool Me (B.S. Project Remix)
4. You Don't Fool Me (Dancing Divaz Instrumental Club Mix) – 7:07

Maxi 12" maxi (USA)
1. You Don't Fool Me (Freddy's Club Mix) – 7:02
2. You Don't Fool Me (Album Version) – 5:24
3. You Don't Fool Me (Freddy's Revenge Dub) – 5:53
4. You Don't Fool Me (Queen for a Day Mix) – 6:33

CD (Remix)
1. "You Don't Fool Me" (B.S. Project remix - edit) — 3:15
2. "You Don't Fool Me" (edit) — 4:40

Maxi CD (Remix, UK)
1. You Don't Fool Me (Album Version) – 5:24
2. You Don't Fool Me (Dancing Divaz Club Mix) – 7:05
3. You Don't Fool Me (Sexy Club Mix) – 10:53
4. You Don't Fool Me (Late Mix) – 10:34

Maxi 12" (Remix, UK)
1. You Don't Fool Me (Dancing Divaz Club Mix) – 7:05
2. You Don't Fool Me (Late Mix) – 10:34
3. You Don't Fool Me (Sexy Club Mix) – 10:53
4. You Don't Fool Me (Album Version) – 5:24

Musicassetta (Remix)
1. You Don't Fool Me (Album Version) – 5:24
2. You Don't Fool Me (Dancing Divaz Club Mix) – 7:05

## Formazione
- Freddie Mercury – voce e cori
- Brian May – chitarra elettrica e acustica
- Roger Taylor – batteria, percussioni, tastiera, cori
- John Deacon – basso